# Герб на Видин
Гербът на Видин е утвърден през 1936 г.
През 1935 г., по идея на кмета на Видин д-р Бърни Бончев, е възложено на стажант-техника Живко Попов, от техническата служба към Общината, да изработи проект на герб на Видин. Гербът е изработен и от дърворезбаря Леон Морено, който показва неговия вариант на градския Общински съвет на 18 февруари 1936 г., след което е одобрен.
Върху основата на щит са изобразени крепостта Баба Вида, житен клас, грозд, риба и корона в горната част, символизираща царствения произход на града. По-късно е излят от бронз и е поставен на Стамбол капия – главната порта на града. На него е изобразен и изправен лъв в средата, символизиращ бойната слава на Трети пехотен Бдински полк. Под герба на града е стоял надпис „столична врата“ изписан с метални букви. През 1995 г. е приет стилизиран вариант на герба, изработен по проект на художника Красимир Кръстев.
Гербът е гравиран на официалния печат на Общината и присъства на всички общински документи.